# Cally's Comet
Cally's Comet er en amerikansk stumfilm fra 1911.